# Pakistán en los Juegos Olímpicos de Sochi 2014
Pakistán estuvo representado en los Juegos Olímpicos de Sochi 2014 por un deportista masculino que compitió en esquí alpino.
El portador de la bandera en la ceremonia de apertura fue el esquiador alpino Muhammad Karim. El equipo olímpico pakistaní no obtuvo ninguna medalla en estos Juegos.